# 哈德拉毛
哈德拉毛（阿拉伯语：‎，羅馬化：Ḥaḍramawt）是阿拉伯半岛南部的一个历史地区，靠近阿拉伯海亚丁湾，向东延伸至佐法尔。哈德拉毛之名现在又指哈德拉毛省。当地人被称作哈德拉毛人。